# Pereslavlj-Zaleski
Pereslavlj-Zaleski (ruski: Переславль-Залесский) grad je u europskom dijelu Rusije, Jaroslavska oblast. Godine 2010. imao je 42 199 stanovnika. Leži na obali Pleščevskog jezera, 140 km sjeveroistočno od Moskve i južno od Jaroslavlja.